# 朱利亞諾·德·麥地奇 (內穆爾公爵)
朱利亚诺·迪·洛伦佐·德·美第奇（義大利語：Giuliano di Lorenzo de' Medici，1479年3月12日—1516年3月17日）是的佛罗伦萨統治者洛伦佐·德·美第奇（豪华者洛伦佐）的三个儿子之一。他在康布雷同盟戰爭後期，於1512-1516年統治佛羅倫斯共和國。

## 传记
茱莉亞諾生于意大利的佛罗伦萨。兩个哥哥分别是皮耶罗和乔瓦尼，后者就是后来的教皇利奥十世。在洛伦佐死后，他的长兄皮耶罗曾短暂的统治佛罗伦萨，直到1494年共和党派把美第奇家族赶出了佛罗伦萨。因此，朱利亚诺去了威尼斯。意大利战争结束后，在西班牙的支持下，美第奇家族重新夺回了权力。1512至1516年间，朱利亚诺统治佛罗伦萨。
1515年2月22日，朱利亚诺和萨伏依家族的菲莉贝尔塔在法兰西结婚。同一年，在他的兄长乔瓦尼，现在的教皇利奥十世的调停下，法王弗朗索瓦一世授予朱利亚诺内穆尔公爵的头衔（这个称号才刚回到法国王室名下）。并且，法国似乎正在培养朱利亚诺继承那不勒斯的王位，但朱利亚诺却过早的死去。
朱利亚诺只留下一个私生子伊波利托·德·美第奇，后来成为了红衣主教。